# Damenbundesliga 2019 (Football)
Die Damenbundesliga (DBL) 2019 war die 28. Saison in der höchsten Spielklasse des American Football in Deutschland für Frauen. Das erste Spiel der Saison 2019 bestritten die neugegründeten Berlin Knights Ladies gegen die Hamburg Amazons am 4. Mai um 15 Uhr in Berlin.
Die DBL-Saison 2019 wurde von Mai bis September ausgetragen. Im Anschluss an die reguläre Saison fanden die Play-offs statt, in denen die Teilnehmer des Ladiesbowl XXVIII ermittelt wurden.
Im Finale standen die Gruppenersten der DBL Nord und die Gruppenersten der DBL Süd. Der Ladiesbowl XXVIII wurde am 21. September in Berlin ausgetragen. Am Ende setzten sich die Berlin Kobra Ladies knapp gegen die Aufsteigerinnen der Stuttgart Scorpions Sisters mit 26:24 durch und gewannen ihre zwölfte Deutsche Meisterschaft.

## Modus
In der Saison 2019 traten insgesamt neun Teams in zwei getrennten Gruppen an (fünf in der DBL Nord und vier in der DBL Süd). Jede dieser Gruppen trägt ein Rundenturnier aus, bei dem je zwei Mannschaften zweimal aufeinander treffen, wobei jedes Team einmal das Heimrecht genießt. Nach jeder Partie erhält die siegreiche Mannschaft zwei und die besiegte null Punkte. Bei einem Unentschieden erhält jede Mannschaft einen Punkt. Die Punkte des Gegners werden als Minuspunkte gerechnet. Nach Beendigung des Rundenturniers wird eine Rangliste ermittelt, bei der zunächst die Anzahl der erzielten Punkte entscheidend ist. Bei Punktgleichheit entscheidet der direkte Vergleich.
Nach den Rundenturnieren kämpfen die jeweils besten zwei Mannschaften in einer Play-off-Runde um die deutsche Meisterschaft.
In den Play-offs um die Meisterschaft wird über Kreuz gespielt. Das heißt, der Gruppenerste spielt gegen den Zweiten der jeweils anderen Gruppe in einem Halbfinale. Entsprechend spielt der Gruppenzweite gegen den Ersten der jeweils anderen Gruppe. Hierbei genießen die Gruppenersten jeweils Heimrecht. Die siegreichen Teams treten im Finale gegeneinander an. Die Sieger der beiden Halbfinals treten im Ladiesbowl XXVIII gegeneinander an.

## Teams
In der Gruppe Nord haben die folgenden Teams am Ligabetrieb teilgenommen:
- Kiel Baltic Hurricanes Ladies
- Berlin Kobra Ladies
- Berlin Knights Ladies (neugegründet)
- Hamburg Amazons
- Hamburg Blue Devilyns (Aufsteiger aus der DBL2 Süd)

In der Gruppe Süd haben die folgenden Teams am Ligabetrieb teilgenommen:
- Cologne Falconets
- München Rangers Ladies
- Munich Cowboys Ladies
- Stuttgart Scorpions Sisters (Aufsteiger aus der DBL2 Süd)

## Saisonverlauf
Die reguläre Saison begann am 4. Mai und endete am 25. August.
In der Saison 2019 stiegen die Meister der DBL2 2018, die Stuttgart Scorpions Sisters, sowie die Hamburg Blue Devilyns in die höchste Spielklasse des Frauenfootball in Deutschland auf. Die Mainz Golden Eagles Ladies musste aufgrund ihres Rückzugs in der Saison 2018 in die 2. Damenbundesliga absteigen. Außerdem gab es in der DBL-Nordgruppe einen Neuling aus Berlin. Die neugegründeten Berlin Knights Ladies meldeten in ihrer ersten Saison direkt für die höchste Spielklasse.
Am 1. Juni, 11:30 Uhr wurde allerersten Berlin-Derby in der Geschichte des Frauenfootball angepfiffen. Die Liganeulinge der Berlin Knights trafen auf die Gastgeberinnen der Berlin Kobra Ladies. Das Spiel gewannen die Kobras mit 40:0.
In der Nord-Gruppe wurden die Berlin Kobra Ladies ungeschlagen deutscher Nordmeister und trafen im Halbfinale auf die Cologne Falconets, wie bereits im Vorjahr. Das Halbfinale konnten die Berlinerinnen mit einem 19:10-Sieg klar für sich entscheiden und zogen in den Ladiesbowl XXVIII ein. Gruppenzweiter wurden die Hamburg Amazons.
In der Süd-Gruppe wurden die Stuttgart Scorpion Sisters mit einer Niederlage in der Saison deutscher Südmeister und trafen im Halbfinale auf die Hamburg Amazons. Die Hamburgerinnen, die seit Jahren immer wieder im Halbfinale anzutreffen sind, schafften es auch 2019 nicht ihr Ticket für das Finale zu lösen. Die Aufsteigerinnen der Stuttgart Scorpions Sisters gewannen das Halbfinale mit 16:0 in Stuttgart. Mit diesem Sieg zogen sie in den Ladiesbowl XXVIII ein.
Der Ladiesbowl XXVIII fand am 21. September 2019 im Stadion Wilmersdorf in Berlin statt. Nach 2016 war es das zweite Finalspiel um die Deutsche Meisterschaft, die via Livestream übertragen wurde. Neben der 1215 Zuschauer im Stadion, sahen knapp 4000 Zuschauer den Ladiesbowl XXVIII via Livestream. Zum zwölften Mal Deutsche Meister wurden die Berlin Kobra Ladies mit 26:24.

### Gruppe Nord

#### Spiele
| DBL Nord 2019          | BKO                        | BKN                    | HBD                   | HA                      | KBH                     |
| ---------------------- | -------------------------- | ---------------------- | --------------------- | ----------------------- | ----------------------- |
| Berlin Kobras          |                            | 40:0 13:0/14:0/7:0/6:0 | 21:6 7:0/0:0/7:0/7:6  | 33:24 14:6/6:6/7:0/6:12 | 46:6 0:0/12:0/20:0/14:6 |
| Berlin Knights         | 0:66 0:6/7:13/14:0/0:20    |                        | 21:7 14:7/0:0/7:0/0:0 | 18:13 0:0/12:7/0:0/6:6  | 0:2 0:0/0:2/0:0/0:0     |
| Hamburg Blue Devilyns  | 21:39 0:6/7:13/14:0/0:20   | 20:18 8:0/0:18/6:0/6:0 |                       | 20:25 7:12/13:0/0:6/0:7 | 19:9 6:0/6:0/0:6/7:3    |
| Hamburg Amazons        | 28:55 14:20/0:16/14:6/0:13 | 56:0 8:0/22:0/6:0/20:0 | 32:0 8:0/8:0/16:0/0:0 |                         | 20:21 0:6/0:0/12:6/8:9  |
| Kiel Baltic Hurricanes | 8:49 0:18/2:6/0:13/6:12    | 19:14 0:0/13:0/6:8/0:6 | 12:2 0:0/6:0/6:0/0:2  | 11:33 3:6/6:6/2:0/0:21  |                         |

#### Tabelle
| Pl. | Team                   | Gesamt   | Heim     | Auswärts | Punkte | TD      |
| --- | ---------------------- | -------- | -------- | -------- | ------ | ------- |
| 1   | Berlin Kobra           | 8(8/0/0) | 4(4/0/0) | 4(4/0/0) | 16:0   | 349:93  |
| 2   | Hamburg Amazons        | 8(4/0/4) | 4(2/0/2) | 4(2/0/2) | 8.8    | 231:158 |
| 3   | Kiel Baltic Hurricanes | 8(4/0/4) | 4(2/0/2) | 4(2/0/2) | 8.8    | 88:158  |
| 4   | Berlin Knights         | 8(2/0/6) | 4(2/0/2) | 4(0/0/4) | 4:12   | 71:223  |
| 5   | Hamburg Blue Devilyns  | 8(2/0/6) | 4(2/0/2) | 4(0/0/4) | 4:12   | 95:177  |

Erläuterungen:  = Qualifikation für die Play-offs
Stand: 8. März 2020
Quelle: DBL Tabellen auf ladiesbowl.de

### Gruppe Süd

#### Spiele
| DBL Süd 2016                | CF                      | MR                    | MC                     | SSS                   |
| --------------------------- | ----------------------- | --------------------- | ---------------------- | --------------------- |
| Cologne Falconets           |                         | 20:8 6:0/6:8/8:0/0:0  | 0:0 0:0/0:0/0:0/0:0    | 6:7 6:0/0:7/0:0/0:0   |
| München Rangers Ladies      | 0:15 0:0/0:9/0:0/0:6    |                       | 12:26 6:0/6:8/0:12/0:6 | 8:6 0:0/8:0/0:0/0:6   |
| Munich Cowboys Ladies       | 26:28 14:0/6:6/0:8/6:14 | 14:12 6:0/0:6/8:0/0:6 |                        | 0:22 0:20/0:0/0:0/0:2 |
| Stuttgart Scorpions Sisters | 24:14 14:0/3:14/7:0/0:0 | 34:0 0:0/7:0/20:0/7:0 | 40:16 7:0/19:8/6:8/8:0 |                       |

#### Tabelle
| Pl. | Team                        | Gesamt   | Heim     | Auswärts | Punkte | TD     |
| --- | --------------------------- | -------- | -------- | -------- | ------ | ------ |
| 1   | Stuttgart Scorpions Sisters | 6(5/0/1) | 3(3/0/0) | 3(2/0/1) | 10:2   | 133:44 |
| 2   | Cologne Falconets           | 6(3/1/2) | 3(1/1/1) | 3(2/0/1) | 7:5    | 83:65  |
| 3   | Munich Cowboys              | 6(2/1/3) | 3(1/0/2) | 3(1/1/1) | 5:7    | 82:114 |
| 4   | München Rangers             | 6(1/0/5) | 3(1/0/2) | 3(0/0/3) | 2:10   | 40:115 |

Erläuterungen:  = Qualifikation für die Play-offs
Stand: 8. März 2020
Quelle: DBL Tabellen auf ladiesbowl.de

### Play-offs
|  | Halbfinale 8. September 2019 | Halbfinale 8. September 2019 | Halbfinale 8. September 2019 |  |  | Ladiesbowl XXVIII 21. September 2016 | Ladiesbowl XXVIII 21. September 2016 | Ladiesbowl XXVIII 21. September 2016 |
|  |                              |                              |                              |  |  |                                      |                                      |                                      |
|  |                              |                              |                              |  |  |                                      |                                      |                                      |
|  | S1                           | Stuttgart Scorpions Sisters  | 16                           |  |  |                                      |                                      |                                      |
|  | N2                           | Hamburg Amazons              | 0                            |  |  |                                      |                                      |                                      |
|  |                              |                              |                              |  |  | HF2                                  | Berlin Kobra Ladies                  | 26                                   |
|  |                              |                              |                              |  |  | HF1                                  | Stuttgart Scorpions Sisters          | 24                                   |
|  | N1                           | Berlin Kobra Ladies          | 19                           |  |  |                                      |                                      |                                      |
|  | S2                           | Cologne Falconets            | 10                           |  |  |                                      |                                      |                                      |
|  |                              |                              |                              |  |  |                                      |                                      |                                      |

#### Halbfinale
|                      |                                       |  |                             |                          |                 |  |             |
|                      | Stuttgart 8. September 2019 16:00 Uhr |  | Stuttgart Scorpions Sisters | \| \| 16 : 0 \| \| \| \| | Hamburg Amazons |  | TUS 1 Platz |
| (3:0, 6:0, 7:0, 0:0) | Stuttgart 8. September 2019 16:00 Uhr |  | Stuttgart Scorpions Sisters |                          | Hamburg Amazons |  | TUS 1 Platz |
|                      | 16 : 0                                |  |                             |                          |                 |  |             |
|                      |                                       |  |                             |                          |                 |  |             |

|                      |                                    |  |                     |                           |                   |  |                     |
|                      | Berlin 8. September 2019 14:00 Uhr |  | Berlin Kobra Ladies | \| \| 19 : 10 \| \| \| \| | Cologne Falconets |  | Stadion Wilmersdorf |
| (6:2, 6:0, 0:0, 7:8) | Berlin 8. September 2019 14:00 Uhr |  | Berlin Kobra Ladies |                           | Cologne Falconets |  | Stadion Wilmersdorf |
|                      | 19 : 10                            |  |                     |                           |                   |  |                     |
|                      |                                    |  |                     |                           |                   |  |                     |

#### Ladiesbowl
|              |                                     |  | Ladiesbowl XXVIII   |                           |                             |  |                     |
|              | Berlin 21. September 2019 15:00 Uhr |  | Berlin Kobra Ladies | \| \| 26 : 24 \| \| \| \| | Stuttgart Scorpions Sisters |  | Stadion Wilmersdorf |
| Spielbericht | Berlin 21. September 2019 15:00 Uhr |  | Berlin Kobra Ladies |                           | Stuttgart Scorpions Sisters |  | Stadion Wilmersdorf |
|              | 26 : 24                             |  |                     |                           |                             |  |                     |
|              |                                     |  |                     |                           |                             |  |                     |